# Portes de Saint-Pal-de-Chalencon
Les portes de Saint-Pal-de-Chalencon sont des portes de ville situées en France sur la commune de Saint-Pal-de-Chalencon, dans la région Auvergne-Rhône-Alpes.

## Localisation
Les portes de ville sont situées dans le département français de la Haute-Loire, sur la commune de Saint-Pal-de-Chalencon, dans l'ancienne région administrative d'Auvergne.

## Historique
Bien que des documents mentionnent la commune dès 1034, la date précise de construction des fortifications demeure inconnue. Les fortifications subsistantes semblent remonter au XIVe siècle. Parmi les cinq portes d'origine, seules celles du nord, du sud et de l'ouest ont survécu,.

## Description
La porte nord conserve ses mâchicoulis mais a perdu son crénelage. L'arc présente une simplicité sans moulures ni sculptures, orné seulement d'un chanfrein aux angles. Un arc de décharge est visible au-dessus, surmonté par une archère qui offrait un accès direct au chemin de ronde encore présent sur l'autre face. Il est probable qu'il y avait autrefois des mâchicoulis, avec leurs créneaux, en prolongement de la porte, ainsi qu'une échauguette à l'angle oriental. La maison adjacente à la porte, à l'intérieur des remparts, conserve une ouverture gothique tréflée.
La porte sud se caractérise par un arc brisé, avec un dispositif défensif bien préservé, comprenant des créneaux et des mâchicoulis en bon état. Bien que des maisons aient été érigées aux alentours, la tour à laquelle était autrefois attachée la défense est toujours debout.
La porte fortifiée sous le château est solidaire d'une maison Renaissance.

## Protection
Les portes fortifiées nord et sud sont inscrites au titre des monuments historiques par arrêté du 23 septembre 1949,. La porte fortifiée sous le château est inscrite au titre des monuments historiques par arrêté du 24 novembre 1995.